# Don Rickles
Donald Jay "Don" Rickles (Queens, New York, 1926. május 8. – Beverly Hills, Kalifornia, 2017. április 6.) Primetime Emmy-díjas amerikai komikus, színész.

## Fiatalkora
Donald Jay Rickles néven született 1926. május 8-án zsidó szülők gyermekeként Queens-ben.
Apja, Max Rickles 1903-ban emigrált litván szüleivel Kaunasból (ami az orosz birodalom része). Édesanyja, Etta (születési nevén Feldman) New York-ban született osztrák bevándorló szülőktől. Rickles a New York-i Jackson Heights-ban nőtt fel.
A Newtown-i középiskola elvégzése után, a második világháború idején az Egyesült Államok haditengerészetében szolgált az USS Cyrene (AGP-13) nevű torpedóhajó első osztályú tengerészeként. 1946-ban leszerelt. Két évvel később az American Academy of Dramatic Arts-ban tanult, azzal a szándékkal, hogy színész legyen. Ezután kisebb darabokat játszott a televízióban. A színészi tehetség hiánya miatt humoristaként lépett fel New Yorkban, Miamiban és Los Angelesben. Sértegető komikusként vált ismertté, amikor sértegető humorral válaszolt a bajtársaival kapcsolatosan. A közönség többsége jobban élvezte ezeket a sértéseket.
Stílusa hasonló volt Jack E. Leonardéhoz, a régebben élt sértegető komikuséhoz; bár Rickles szerint nem Leonard hatott a stílusára. A Larry King Live! című műsorban elmondta, hogy Milton Berle humorista inspirálta őt arra, hogy belépjen a showbizniszbe.

## Pályafutása

### 1950-es és 1960-as években
Mialatt a Miami Beach-i szórakozóhelyén dolgozott, Rickles találkozott Frank Sinatrával, és ezt mondta neki: "Most láttam a The Pride és a Passion című filmjeidet, és azt akarom mondani, hogy nagyszerűek voltak." Ezután ezt mondta: "Érezd magad otthon, Frank! Üss meg valakit!"
Rickles idővel a "The Venom of Merchant" és "Mr. Warmth" beceneveket érdemelte ki azzal, hogy minden etnikumban élő embereket szórakoztatott élete minden területén. Rickles azt mondta: "Mindig a közönség előtt álltam, mint matador."
1958-ban Rickles komoly szerepet játszott a "Csendben fut, mélyen fut" című filmben Clark Gable és Burt Lancaster színészek mellett.
Az 1960-as években gyakran szerepelt televíziós és drámai sorozatokban. A "Run for Your Life" című sorozat egyik epizódjában Rickles egy komor komikust játszott, akinek a cselekménye akkor csúcsosodik meg, amikor megvédi a védőszéket, miközben imádja a védőszentjét.
Az "X: Az ember a röntgensugarakkal" című alacsony költségvetésű filmben egy karneváli kikiáltó mellékszerepét kapta. A film története szerint kihasználja a főhőst megformáló Ray Milland színészt.
Ezt követően gyakrabban jelent meg a televíziós talk show-kban, először 1965-ben szerepelt a Johnny Carson nevével fémjelzett talk-showban. Gyakran volt vendégszereplő és vendég-műsorvezető; több mint 100 alkalommal szerepelt a "The Tonight Show"-ban. Rickles gyakran fellépett a The Dean Martin Show-ban és a The Dean Martin Celebrity Roast során is.
1968-ban Rickles kiadta első lemezét Hello, Dummy! címmel, amely a Billboard 200-as listán az ötvennegyedik helyet szerezte meg. Ugyanebben az évben indult saját műsora az ABC-n, The Don Rickles Show címmel. A sorozat egy évadot élt meg. A hatvanas években több sitcomban is vendégszerepeket játszott, például a The Dick Van Dyke Show-ban, a The Munsters-ben, az Addams családban, a Mothers-in-Law-ban, a Gilligan's Island-ben, a Get Smart-ban, a Twilight Zone-ban, az Andy Griffith Showban és a I Dream of Jeannie-ben.

### 1970-es és 1980-as években
1970-ben Rickles jelentős szerepet játszott a Kelly hőseiben olyan színészek mellett, mint Clint Eastwood, Telly Savalas, Donald Sutherland és Carroll O'Connor. Itt Vaskalap szerepét játszotta. Másik kiemelkedő szerepe a Casino cimű filmben volt Robert de Niro mellett.

## Magánélete
1965. március 14-én Rickles feleségül vette Barbara Sklar-t Philadelphiában.
Később elismerte, hogy a 20-as és 30-as éveiben nagyon nehéz időszaka volt (és emiatt csak 38 éves korában tudott nősülni), végül találkozott Sklarral az ügynökén keresztül, és beleszeretett a lányba.
Két gyermekük volt, Mindy és Larry Rickles. Rickles feljegyzése szerint az unokáit, Ethan-t és Harrison Mann-t sokkal jobban lenyűgözte a Toy Story-ban szereplő Krumplifej úr szinkronszerepe, mint bármelyik másik eredménye, melyet pályája során vitt véghez.
Bár egész életében demokrata volt, Ronald Reagan és George H. W. Bush republikánus elnökök beiktatásaikkor Frank Sinatra barátjával játszott. Bob Newhart komikust tartotta a legjobb barátjának, és a feleségeik is közeli barátok voltak. Ők ketten szerepeltek a Newhart című vígjátéksorozatban és a Tonight Show-ban is. Feleségeik is barátok voltak.

## Halála
Rickles 2017. április 6-án halt meg veseelégtelenségben a kaliforniai Beverly Hillsben; 90 éves volt. Sírja a Mount Sinai Memorial Park temetőben található.

## Válogatott filmogárfia

### Mozifilmek
- Csendben fut, mélyen fut (Run Silent Run Deep) (1958)
- Tengerparti izommustra (Muscle Beach Party) (1964)
- Bikini-part (Bikini Beach) (1964)
- Tengerparti tombola (Beach Blanket Bingo) (1965)
- Kelly hősei (Kelly's Heroes) (1970)
- Harapós nő (Innocent Blood) (1992)
- Casino 1995 Billy Sherbert
- Toy Story – Játékháború (Toy Story) (1995, hang)
- Dennis, a komisz ismét pimasz (Dennis the Menace Strikes Again!) (1998)
- A bűvös kard – Camelot nyomában (Quest for Camelot) (1998)
- Bérbosszú Bt. – Megfizetünk, ha megfizetnek (Dirty Work) (1998)
- Toy Story – Játékháború 2. (Toy Story 2) (1999, hang)
- Toy Story 3. (Toy Story 3) (2010, hang)
- Hawaii vakáció (Hawaiian Vacation) (2011, rövidfilm, hang)
- A gondozoo (Zookeeper) (2011, hang)
- Toy Story 4. (Toy Story 4) (2019, hang)

### Tv-filmek
- Mindent a szerelemért (For the Love of It) (1980)
- Gyapjúsapka (The Wool Cap) (2004)

### Tv-sorozatok
- Az Addams Family (The Addams Family) (1964, egy epizódban)
- Run for Your Life (1966–1967, két epizódban)
- Jeannie, a háziszellem (I Dream of Jeannie) (1967, egy epizódban)
- A balfácán (Get Smart) (1968–1969, három epizódban)
- The Don Rickles Show (1972, hét epizódban)
- CPO Sharkey (1976–1978, 37 epizódban)
- Mesék a kriptából II. (Tales from the Crypt) (1990, egy epizódban)
- Daddy Dearest (1993, 13 epizódban)
- Az egység (The Unit) (2007, egy epizódban)
- Vérmes négyes (Hot in Cleveland) (2011, két epizódban)